# 能高金丝桃
能高金丝桃（学名：Hypericum nokoense）为藤黄科金丝桃属下的一个种。

## 扩展阅读
- 維基物種上的相關：能高金丝桃